# Alasmidonta raveneliana
Alasmidonta raveneliana är en musselart som först beskrevs av I. Lea 1834.  Alasmidonta raveneliana ingår i släktet Alasmidonta och familjen målarmusslor. IUCN kategoriserar arten globalt som akut hotad. Inga underarter finns listade i Catalogue of Life.